# Секемкет
Секемкет (Секхемкхет) је био египатски фараон, који је владао током треће династије. Према Манетоновој традицији краљ Џосерти је владао релативно кратко, само седам година, а Џосерти и Секемкет се данас сматрају истом особом. Претпоставља се да је овај фараон владао после Џосера, у периоду од 2649. п. н. е. до 2643. п. н. е. или 2642. п. н. е.
Секемкетово име је било непознато све до 1951. године, када је Закарије Гонеим открио Закопану пирамиду у Сакари, југозападно од Џосеровог комплекса. Откривени су само основа и степеник. С обзиром на дизајн пирамиде, претпоставља се да је чувени архитекта Имхотеп имао удела у изградњи ове пирамиде. На овом локалитету су откривени и вазни печати на којима стоји фараоново име.
Секемкетова жена је била краљица Џесеретнебти.